# Ceratitida
Ceratitida – rząd mięczaków z podgromady amonitów. Są wymarłymi, morskimi głowonogami. Żyły w okresie permu i triasu.